# Landtagswahl in Sachsen 1922
- KPD: 10
- VSPDa: 40
- DDP: 8
- DVP: 19
- DNVP: 19

Die Landtagswahl in Sachsen 1922 fand am 5. November 1922 statt und war die zweite Landtagswahl im Freistaat Sachsen in der Weimarer Republik. Wie bei allen Landtagswahlen im Freistaat Sachsen der Weimarer Republik wurden die Sozialdemokraten stärkste Kraft.

## Vorgeschichte
Nach der Landtagswahl 1920 bildete die SPD mit der USPD eine Regierung. Es war die einzige Koalition in der zweiten Wahlperiode des Sächsischen Landtags. Die Regierung um Ministerpräsident Wilhelm Buck (Gesamtministerium Buck II) vermochte es jedoch in der 121. Sitzung des Landtags am 14. September 1922 bei der Abstimmung über ein „Volksbegehren wegen Auflösung des Landtags“ nicht eine Mehrheit hinter sich zu versammeln.
Noch im September 1922 vereinigten sich Teile der USPD wieder mit (älteren) SPD aus der sie sich einst abspaltete. Die SPD trat daher zur Landtagswahl 1922 als  „Vereinigte Sozialdemokratische Partei Deutschlands“ an; bei der Landtagswahl 1920 standen neben der SPD noch zwei Listen der USPD zur Wahl.

## Detailergebnisse
Die Ergebnisse der 2. Wahl zum Sächsischen Landtag ist folgend aufgelistet:
| Listen            | Listen                                                            | Stimmen   | %    | +/-    | Mandate | +/-  |
| ----------------- | ----------------------------------------------------------------- | --------- | ---- | ------ | ------- | ---- |
|                   | Vereinigte Sozialdemokratische Partei Deutschlands (SPD)          | 1.060.247 | 41,8 | ▲ 13,5 | 40      | ▲ 13 |
|                   | Deutschnationale Volkspartei (DNVP)                               | 482.469   | 19,0 | ▼2,0   | 19      | ▼1   |
|                   | Deutsche Volkspartei (DVP)                                        | 474.708   | 18,7 | ▲0,1   | 19      | ▲1   |
|                   | Kommunistische Partei Deutschlands (KPD)                          | 266.864   | 10,5 | ▲4,8   | 10      | ▲4   |
|                   | Deutsche Demokratische Partei (DDP)                               | 214.189   | 8,4  | ▲0,7   | 8       | ▬    |
|                   | Zentrumspartei (Z)                                                | 22.611    | 0,9  | ▼0,2   | –       | ▼1   |
|                   | Deutsche soziale Volksgemeinschaft                                | 11.358    | 0,4  | ▲0,5   | –       | ▬    |
|                   | Wirtschaftspartei (WP)                                            | 5.137     | 0,2  | ▲0,2   | –       | ▬    |
|                   | Unabhängige Sozialdemokratische Partei Deutschlands (USPD–rechts) | –         | –    | ▼13,9  | –       | ▼13  |
|                   | Unabhängige Sozialdemokratische Partei Deutschlands (USPD–links)  | –         | –    | ▼2,9   | –       | ▼3   |
|                   | Wirtschaftliche Vereinigung                                       | –         | –    | ▼0,8   | –       | ▬    |
| Gesamt            | Gesamt                                                            | 2.537.583 | 100  |        | 96      | –    |
|                   |                                                                   |           |      |        |         |      |
| Ungültige Stimmen | Ungültige Stimmen                                                 | 12.385    | 0,5  | ▲0,1   |         |      |
| Wähler            | Wähler                                                            | 2.549.968 | 81,8 | ▲11,4  |         |      |
| Wahlberechtigte   | Wahlberechtigte                                                   | 3.117.487 |      |        |         |      |
|                   |                                                                   |           |      |        |         |      |
| Quelle:           |                                                                   |           |      |        |         |      |

## Folgen
Nach der Landtagswahl kam es in Sachsen zunächst zu einer SPD-Minderheitsregierung. Ministerpräsident blieb Wilhelm Buck, der nunmehr dem Gesamtministerium Buck III vorstand. Diese Regierung bestand jedoch nur gut ein Vierteljahr von Dezember 1922 bis März 1923. Nachdem Buck 1923 ins Amt des Kreishauptmanns der Kreishauptmannschaft Dresden wechselte, das er bis 1933 begleitete, wurde Erich Zeigner Ministerpräsident einer SPD-Minderheitsregierung. Als Zeigner Mitte Oktober 1923 erstmals die KPD in eine sog. „Arbeiterkoalition“ integrierte, wurde das Kabinett wenige Tage später im Rahmen der Reichsexekution, einer damals verfassungsrechtlich hochumstritten Absetzung einer Landesregierung durch die Reichsregierung, von Reichspräsident Friedrich Ebert mithilfe der Reichswehr entmachtet. Auch in Thüringen, wo ebenfalls eine Regierung aus SPD und KPD regierte, wurde die Regierung auf diese Art abgesetzt. Reichskanzler Gustav Stresemann wurde in Folge der Reichsexekution mit einem Misstrauensvotum der SPD gestürzt. Diese Geschehnisse stehen in Verbindung zum sogenannten „Deutschen Oktober“.
- KPD: 9
- SPD: 18
- ASPD: 23
- DDP: 8
- DVP: 19
- DNVP: 19

Von Oktober 1923 bis Januar 1924 war dann kurzzeitig Alfred Fellisch sächsischer Ministerpräsident (Gesamtministerium Fellisch). Von Januar 1924 bis weit über die nächste Wahl 1926 regierte Sachsen schließlich Max Heldt (SPD) mit seinem ersten Gesamtministerium.
Kurz vor der Landtagswahl 1926 spaltete sich die SPD(-Fraktion) in Sachsen auf. Die (durch Übertritt einer Abgeordneten von der KPD zur SPD auf 41 Abgeordnete vergrößerte) SPD-Fraktion schrumpfte durch die Abspaltung der Alte Sozialdemokratischen Partei Deutschlands auf nur noch 18 Abgeordnete. Der ASPD-Fraktion selbst gehörten zuletzt 23 Abgeordnete an, die zuvor aus der SPD ausgeschlossen wurden, weil sie das Gesamtministerium Heldt I zusammen mit DVP und DDP stützen und sich so über Parteitagsbeschlüsse hinwegsetzten.

## Belege
1. ↑  Sachsen: Wahl zum 2. Landtag 1922. Abgerufen am 24. Juli 2025.
2. ↑  Landtagswahlen 1918-1933 - Sachsen. Abgerufen am 24. Juli 2025.